# كهف كاراجا

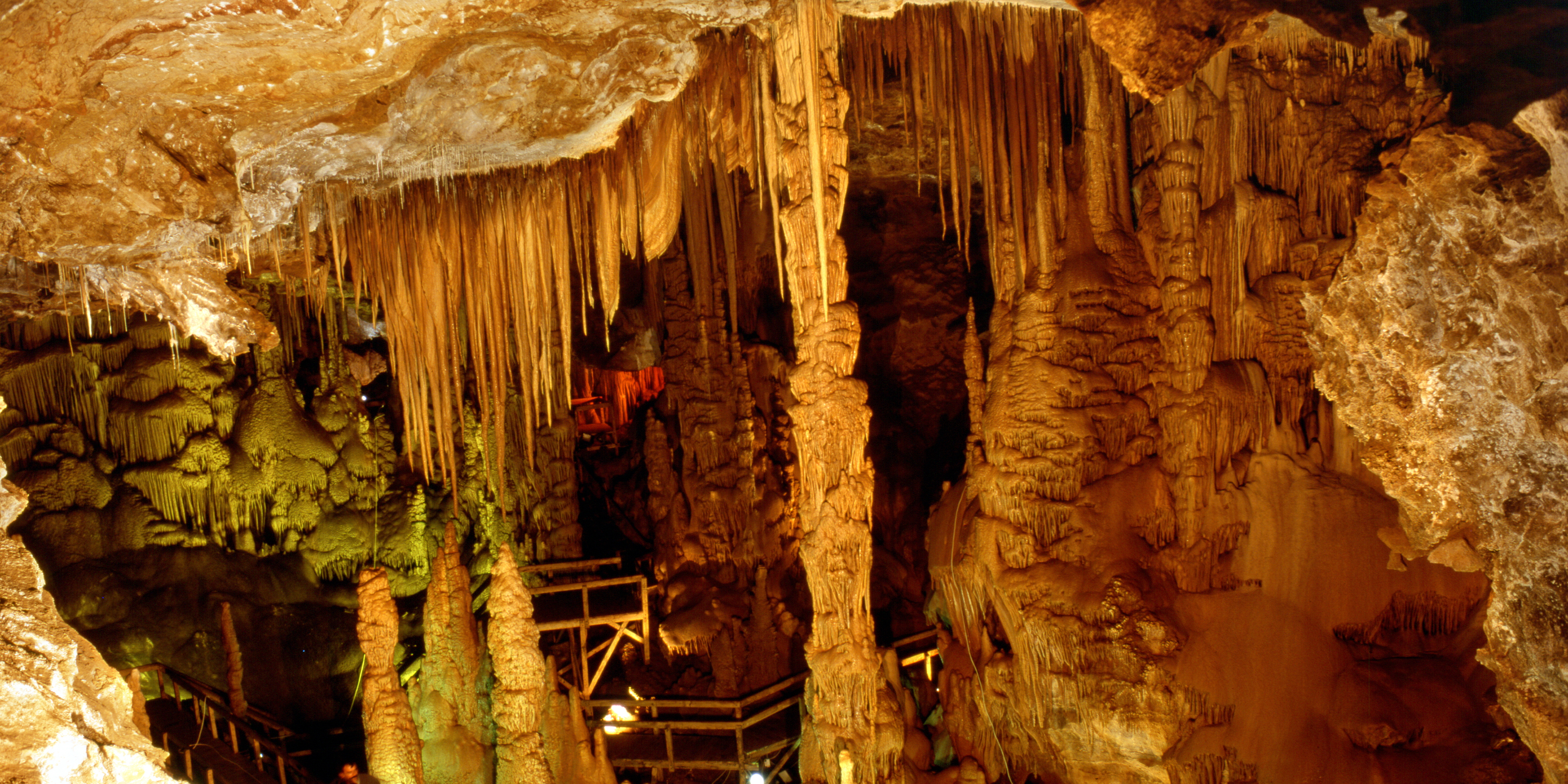
صورة لكهف كارجا تم إلتقاطها عام 2005

كهف كاراجا (بالتركية: Karaca Mağarası)‏ هي شبكة من الكهوف تقع بالقرب من بلدة تورول في كوموش خانة، تركيا.